# Ryōichi Tsuji
Pour les articles homonymes, voir Tsuji.
Ryōichi Tsuji 辻 亮一; 29 septembre 1914 à Kondō-chō, Gokashō, district de Kanzaki, Ōmi (aujourd'hui Gokashō-Kondō, Higashiōmi), préfecture de Shiga - 6 mars 2013 est un écrivain japonais.

## Biographie
Tsuji est né dans un temple à Gokashō, cinquième fils de Ichizaemon Tsuji, un marchand Gofuku ( les tissus en soie ( pour les Kimonos), Tanmono). Il a appris le chant Yōkyoku (chant sur la scène de Nô) auprès de son père. 
Diplômé en littérature française de l'université de Waseda en 1937. Alors qu'il est étudiant au lycée de Waseda, il fonde le magazine coterie Mokuji ( Revelation) avec Yoshinori Yagi, Yūkei Tada plus tard, auteur lauréat du prix Akutagawa, et Hachiro Nakamura et d'autres. 
Avant la Guerre du Pacifique, comme un grand nombre de Japonais à l'époque, il s'est rendu en Mandchourie après avoir obtenu son diplôme universitaire, et a travaillé pour l'enterprise de chemins de fer de Mandchourie orientale. Il a été interné par l'armée communiste chinoise après la défaite de la guerre et a perdu sa femme. 
Il rentre au Japon en 1948 et commence à travailler pour une enterprise (plus tard  Mitsubishi Plastics) à Nagahama, Ōmi, la ville-château sur les rives du lac Biwa inaugurée par Hideyoshi. En 1949, il écrit Ihōjin ( 異邦人 L'Étranger), qui est couronné du prix Akutagawa en 1950. 
Après sa retraite, il s'est consacré au bouddhisme et a rédigé des articles sur le sujet. 
Son cousin est le peintre Kenzō Noguchi.

## Ouvrages
- 1950 Ihōjin (異邦人) L'Étranger
- 1960 Banka jojō (挽歌抒情)
- 1950 Kogarashikoku nite (木枯国にて) Au pays des arbres morts ; nommé pour le prix Akutagawa.
- Shūdōsha(修道者) Moine

## Source de la traduction
- (de) Cet article est partiellement ou en totalité issu de l’article de Wikipédia en allemand intitulé « Tsuji Ryōichi » (voir la liste des auteurs).